# AИomaly
『aИomaly』（アノマリー）は、ナノの1stEP。2025年7月2日にホリプロから発売された。

## 概要
配信シングル「Do or Die」「Oblivion」「Lost in Gray」と新曲3曲を含む全6曲を収録したナノの初EP。リード曲「ENDGAME」は、海外でのイベントで共演したYosh（The Hideout Studios, Survive Said The Prophet）、Show（Survive Said The Prophet）が作曲を手がけ、本作のタイトル「aИomaly」が意味する異変性を象徴する1曲となっている。本作は、配信およびパッケージ盤でリリースされ、パッケージ盤はナノのオフィシャルショップおよびライブ会場限定で販売。
また、本作のリリースに合わせて、2025年9月に8年ぶりとなる国内ツアー『NANO Mini Live aИomaly in JAPAN』の開催を予定している。

## 収録曲
全作詞：ナノ
1. Do or Die [3:42]
作曲・編曲：堀江晶太
  - テレビアニメ「シャドウバースF アーク編」オープニングテーマ

2024年4月13日に配信シングルとしてリリース[3]。
2. ENDGAME [3:43]
作曲：Yosh from The Hideout Studios、Show from Survive Said The Prophet、編曲：Yoma、Scream：Show from Survive Said The Prophet
3. Devil In Me [4:01]
作曲：松淵歩、編曲：小山寿
  - パチンコ『Pデビルマン THE FINAL』搭載楽曲

本アルバム発売前の2025年6月18日に先行配信された[4]。
4. WAKE ME UP [3:35]
作曲：加藤肇、編曲：小椋健司
  - パチンコ『Pデビルマン THE FINAL』搭載楽曲
5. Oblivion [3:24]
作曲・編曲：Seann Bowe
2024年1月12日に配信シングルとしてリリース[5]。
6. Lost in Gray [3:27]
作曲・編曲：Seann Bowe
2024年3月14日に配信シングルとしてリリース[6]。

## リリースツアー
「aИomaly」の発売を引っ提げて2025年9月14日から9月23日にリリースツアー全3公演が開催される予定。ナノの日本国内でのツアー開催は、2015年の3rdアルバム『Rock on.』リリース記念ツアー以来、約8年ぶりとなる。
日程
開催日時・会場
- 2025年9月14日 - SHIBUYA REX（東京都）
- 2025年9月21日 - 大阪knave（大阪府）
- 2025年9月23日 - 福岡Queblick（福岡県）